# Ärztliche Stelle
Die Ärztliche Stelle ist eine in der Regel bei den jeweiligen deutschen Ärztekammern angesiedelte Einrichtung zur Qualitätssicherung bei der medizinischen Strahlenanwendung. Ihre Tätigkeit ist im Strahlenschutzgesetz, in der Strahlenschutzverordnung festgelegt und in der Richtlinie Qualitätssicherung durch ärztliche und zahnärztliche Stellen genauer beschrieben. Von den Zahnärztekammern werden – teilweise gemeinsam mit den Kassenzahnärztlichen Vereinigungen – entsprechende Zahnärztliche Stellen (auch Röntgenstellen) unterhalten.
Die Ärztliche Stelle überprüft, ob Institutionen, die berechtigt sind, ionisierende Strahlen oder radioaktive Stoffe am Menschen anzuwenden, die jeweils notwendigen Qualitätsstandards einhalten. Ziel ist es, die Strahlenexposition der Patienten so gering wie möglich zu halten.
Zu diesem Zweck fordert die ärztliche Stelle in festgelegten Zeitabständen von den Einrichtungen, die ionisierende Strahlen anwenden (Radiologie, Nuklearmedizin, Strahlentherapie), Geräte-bezogene und Patienten-bezogene Unterlagen an: insbesondere Röntgenbilder und Szintigramme, aber auch schriftliche Aufzeichnungen zur rechtfertigenden Indikation, zur Höhe der Strahlenexposition beziehungsweise applizierten Aktivität und den Befund der jeweiligen Untersuchungen, sowie die Aufzeichnungen über die regelmäßig durchzuführenden Qualitätskontrollen (Konstanzprüfungen) der Geräte. Die ärztliche Stelle macht dann den Anwendern Vorschläge zur Verbesserung der Qualität der Bilder, zur Herabsetzung der Strahlenexposition und zur allgemeinen Verbesserung der Qualität. Nach einem festgelegten Intervall wird überprüft, ob die Vorschläge umgesetzt worden sind. Die ärztliche Stelle meldet an die zuständige Behörde
- die Ergebnisse der Prüfungen,
- eine fortgesetzte Überschreitung der festgelegten diagnostischen Referenzwerte bezüglich Strahlenexposition beziehungsweise verwendeter Aktivität,
- eine etwaige Nichtbeachtung der Verbesserungsvorschläge.

Bei Nichtbeachtung der Qualitätsstandards kann die Aufsichtsbehörde den Anwendern ionisierender Strahlen die Zulassung für das Betreiben der Einrichtung entziehen.